# Arrighetto
Arrighetto ist eine Oper (italienische Originalbezeichnung: „Dramma per musica“, auch als Farsa oder Opera semiseria bezeichnet) in einem Akt von Carlo Coccia (Musik) mit einem Libretto von Angelo Anelli nach der Novelle Madama Beritola aus Giovanni Boccaccios Decamerone. Sie wurde am 9. Januar 1813 im Teatro San Moisè in Venedig uraufgeführt.

## Handlung
Szene 1. Im Garten vor seinem Palast liest der Großgrundbesitzer Corrado in der Zeitung, während sein alter Gärtner Tebaldo ein Nickerchen macht. Corrados Frau Rosa kommt ungehalten aus dem Haus und beklagt sich, dass ihre Tochter Despina nicht aufzufinden sei, obwohl doch ihr künftiger Ehemann, der Graf Ludovico, jeden Moment eintreffen könne. Corrado lässt sich nicht aus der Ruhe bringen. Ein Zeitungsbericht über einen Aufstand in Sizilien interessiert ihn weit mehr. Der Gärtner scheint über diese Nachricht höchst erfreut zu sein. Als Ludovico am Tor erscheint, heißen ihn die anderen willkommen. Allerdings warnen sie ihn vor falschen Erwartungen an seine Braut. Das ihm von Rosa gesandte Bild sei nicht sehr gelungen, und sie habe einen sehr impulsiven Charakter. Corrado bringt das Gespräch wieder auf Sizilien, wo der nach dem Fall des vorigen Königs geflohene Arrighetto offenbar eine Armee aufbaue, um seine Macht zurückzugewinnen.
Szene 2. Pasquale, der Diener des Grafen, erkennt im Gärtner Tebaldo seinen alten Freund Arrighetto. Dieser bittet ihn, seine Tarnung nicht zu verraten, und fleht ihn an, ihm bei der Suche nach seinen beiden Söhnen zu helfen. Pasquale erzählt, dass er sich nach Tebaldos Flucht um die kleinen Kinder gekümmert und sie bei der Familie Doria in Genua in Sicherheit gebracht habe. Der eine sei sein jetziger Dienstherr, Graf Ludovico. Der andere, Gualtieri, habe sich bereits vor sieben Jahren auf die Suche nach seinem Vater gemacht. Seitdem hat Pasquale nichts mehr von ihm gehört.
Szene 3. Despina ist verzweifelt, den Grafen heiraten zu müssen, denn sie liebt den Bediensteten Giannotto. Sie teilt diesem mit, dass ihre grausame Stiefmutter die Verbindung schon vor langer Zeit eingefädelt habe und ihr Vater nichts dagegen tue.
Szene 4. Corrado stellt seiner Tochter den Grafen vor. Zur Überraschung Rosas will er Despina die Entscheidung über das Hochzeitsdatum überlassen. Rosa ist der Ansicht, dass das Mädchen lediglich gehorchen müsse.
Szene 5. Corrado findet, dass seine Frau Despina zu schlecht behandelt. Sie sei keineswegs launenhaft, sondern ehrlich und gut.
Szene 6. Während Rosa über ihren Mann schimpft, möchte der Graf herausfinden, was Despina wirklich für ihn fühlt.
Szene 7. Rosa ahnt, dass Despina ein Verhältnis mit Giannotto hat.
Szene 8. Giannotto erklärt Despina, dass er trotz seiner Liebe auf sie verzichten wolle, um ihre Familienehre nicht zu beschädigen. Despina ist darüber so empört, dass ihre Eltern aufmerksam werden und die Situation erkennen.
Szene 9. Ludovico will abreisen, da er nicht glaubt, dass Despina ihn wirklich heiraten will. Pasquale versucht, ihm das auszureden. Er hofft auf eine Wiedervereinigung seines Herrn mit seinem Vater Tebaldo. Diesen Grund kann er jedoch nur andeuten, da er Tebaldo nicht durch eine vorzeitige Aufdeckung seiner Identität in Gefahr bringen will.
Szene 10. Tebaldo teilt Ludovico mit, dass der Diener Giannotto ihn um etwas bitten wolle. Ludovico ist erstaunt über dessen Fürsorge und mutmaßt, dass Giannotto vielleicht Tebaldos Sohn sei. Tebaldo verneint dies und erzählt Ludovico traurig, dass er tatsächlich einst Söhne hatte.
Szene 11. Giannotto gesteht dem Grafen, dass er selbst Despina liebe, aber bereit sei, sie ihm als dem würdigeren Bewerber zu überlassen. Ludovico solle seine Heiratspläne nicht seinetwegen aufgeben.
Szene 12. Weil Ludovico sich durch Giannottos Aussehen und Stimme an seinen verschollenen Bruder Gualtieri erinnert fühlt, fragt er Corrado nach dessen Herkunft. Corrado gibt darauf keine Antwort, sondern schlägt vor, die Hochzeit gleich am nächsten Tag stattfinden zu lassen.
Szene 13. Corrado bittet Tebaldo, Giannotto zu holen und fragt ihn nach dessen Familiengeschichte. So erfährt Tebaldo, dass Giannotto sein Sohn Gualtieri ist. Er kann seine Gefühle kaum zurückhalten. Corrado hingegen bezweifelt Giannottos Aussage und will nach Beweisen suchen.
Szene 14. Despina teilt Ludovico mit, dass ihr Vater ihn sehen wolle und Giannotto bei ihm sei. Als Rosa das hört, wird sie sofort wütend auf letzteren und eilt zu ihrem Mann.
Szene 15. Der Graf versichert Despina, dass dieser Tag sie beide noch glücklich machen werde. Ihr Vater werde sicher in ihre Ehe mit Giannotto einwilligen, da sich dieser als jemand Unerwartetes herausgestellt habe.
Szene 16. Ludovico ist sich sicher, dass Giannotto sein Bruder ist.
Szene 17. Pasquale bedauert Tebaldo, der sich seinem Sohn nicht zu erkennen geben darf. Zumindest kann er dafür sorgen, dass sich die beiden Brüder in die Arme schließen können.
Szene 18. Rosa hält Giannotto noch immer für einen Betrüger. Der Graf jedoch bittet Despina, ihm zu vertrauen und ihm ihre Hand zu reichen. Dann führt er sie zu seinem Bruder und vereint somit das glückliche Paar.
Szene 19. Tebaldo verzweifelt darüber, sich seinen Söhnen nicht offenbaren zu können. Da liest Corrado in der Zeitung, dass die sizilianische Regierung gestürzt wurde und die neue Regierung Arrighetto rehabilitiert habe. Pasquale kann nun gefahrlos die wahre Identität des Gärtners offenbaren und die Familie zusammenführen. Corrado will diese Geschichte sofort an die Zeitung schicken. Sie soll den Menschen Hoffnung geben und Geduld lehren, ihr Unglück zu ertragen.

## Werkgeschichte
Das Libretto zu Carlo Coccias Oper Arrighetto stammt von Angelo Anelli, dem Textautor von Gioachino Rossinis L’italiana in Algeri. Es basiert auf der Novelle Madama Beritola aus Giovanni Boccaccios Decamerone (der sechsten Novelle des zweiten Tages). Der Arrighetto zählt zum Frühwerk des Komponisten. In dieser Zeit komponierte er eine Reihe von venezianischen Farsen für das Teatro San Moisè und andere Spielorte, darunter drei, in denen er sich dem Genre der Opera semiseria annäherte und die auch in zeitgenössischen Quellen sowie in dem von Giovanni Carotti herausgegebenen Werkverzeichnis Coccias als solche bezeichnet wurden.
Bei der Uraufführung während der Karnevalsaison am 9. Januar 1813 sangen Nicola De Grecis (Corrado), Teodolinda Pontiggia (Despina), Carolina Nagher (Rosa), Tommaso Berti (Giannotto), Luigi Rafanelli (Tebaldo), Nicola Tacci (Ludovico) und Gaetano Del Monte (Pasquale). Der Reisende Joseph Kreil, der eine der Aufführungen besuchte, schrieb in seinem Tagebuch Mnemosyne:

„Unter allen Opern, die ich während meiner Anwesenheit in Mayland und Venedig – zwey Städte, die einst ihrer Opern wegen so berühmt waren – gesehen habe, war auch nicht eine einzige vollkommen gut besetzt, und oft war kaum ein einziges Individuum in der ganzen Oper, welches seinem Parte vollkommen gewachsen war. Vorzüglich leid that mir dieser Umstand bey der Opera buffa, auf die ich mich als meine Lieblingsgattung theatralischer Compositionen ganz vorzüglich gefreut hatte. Nur de Grecis – in der Oper Arrighetto im Theater San Moisé zu Venedig war erträglich, aber der Arrighetto selbst war wieder mehr eine Opera semiseria. Und der Verfall dieses eigenthümlich italienischen Products ist um so mehr zu bedauern, da dieses Land das einzige in Europa war, das die Opera buffa hervorbrachte.“

Es folgten Produktionen in Triest (Karneval 1816), Verona (Teatro Filarmonico, Frühling 1816), Genua (Teatro Campetto, 11. September 1816), Mailand (Teatro Re, Karneval 1817), Venedig (Teatro San Benedetto, Frühling 1818), Neapel (Teatro del Fondo, Sommer 1818), Barcelona (1820), Padua (Teatro Nuovo, Herbst 1820), Mailand (Teatro alla Scala, 8. Juni 1822), Palermo (Teatro Carolino, 1823) und Lissabon (7. Februar 1828).
2005 zeigte das Rossini Opera Festival Pesaro im Teatro Sperimentale eine „romantisch realistische, quicklebendige Inszenierung“ von Rosetta Cucchi. Die Ausstattung stammte von Ursula Patzak. Die musikalische Leitung der Premiere am 10. August 2005 hatte Lanfranco Marcelletti. Es sangen Fabio Maria Capitanucci (Corrado), Elizaveta Martirosyan (Despina), Enrica Fabbri (Rosa), Filippo Adami (Giannotto), Maurizio Lo Piccolo (Tebaldo), Omar Montanari (Conte Ludovico) und Enrico Maria Marabella (Pasquale). Der Mitschnitt einer Aufführung vom November 2005 im Teatro Coccia in Novara mit Gezim Mishketa als Corrado und Davide Rocca als Pasquale unter dem Dirigenten Fabrizio Dorsi wurde vom Label Bongiovanni auf DVD herausgegeben.

## Aufnahmen
- November 2005 – Fabrizio Dorsi (Dirigent), Rosetta Cucchi (Regie), Orchestra Sinfonica Carlo Coccia.
 Gezim Mishketa (Corrado), Elizaveta Martirosyan (Despina), Enrica Fabbri (Rosa), Filippo Adami (Giannotto), Maurizio Lo Piccolo (Tebaldo), Omar Montanari (Ludovico), Davide Rocca (Pasquale).
 Video, live aus dem Teatro Coccia in Novara.
 Bongiovanni AB 20004 (1 DVD).[10][9]